# Parnall Peto
Le Parnall Peto était un petit hydravion britannique biplace biplan de l'entre-deux-guerres conçu selon la spécification 16/24 du ministère de l'Air au début des années 1920 pour être utilisé comme avion de reconnaissance transporté par un sous-marin.

## Conception et développement
Deux exemples ont été conçus et construits par George Parnall and Company et ont reçu les numéros de série N181 et N182. Le premier prototype, N181, s'est écrasé à Gibraltar et a été reconstruit sous le nom de N255 avant d'être perdu avec le sous-marin HMS M2 lorsque son hangar a été inondé. Le Peto était l'un des projets de conception les plus difficiles que la société Parnall ait entrepris, en raison du très petit hangar dans lequel l'avion devait tenir.
De construction mixte en bois, tissu, aluminium et acier, il avait une envergure inégale, avec des ailes rectangulaires pliantes à haubans Warren. Le premier avion, le N181, était propulsé par un moteur Bristol Lucifer de 128 chevaux et disposait de flotteurs en contreplaqué d'acajou de type "Consuta". Les performances étaient généralement satisfaisantes, mais à la suite de dommages causés par l'écrasement, des améliorations ont été apportées et l'appareil a été reconstruit avec de nouvelles ailes, des flotteurs métalliques et un moteur Armstrong Siddeley Mongoose de 169 ch. Des essais en mer et dans les airs ont montré que le concepteur, Harold Bolas, avait satisfait aux exigences et il a été officiellement jugé exceptionnellement bon.
L'avion a été lancé à l'aide d'une catapulte à air comprimé montée sur le caisson avant du sous-marin et récupéré à l'aide d'une grue.
Avec la perte de M2, la Royal Navy a abandonné les avions lancés par les sous-marins, bien que la plupart des autres marines aient également expérimenté le concept dans l'entre-deux-guerres.

## Variantes
Les deux avions construits ont été :
N181
Prototype qui a fait naufrage à Gibraltar le 11 février 1930 et a été reconstruit sous le nom de N255 avec des flotteurs améliorés et perdu avec le HMS M2.
N182
Il s'est écrasé le 29 juin 1930 à Stokes Bay. Il a été acquis par F.C.H. Allen et préparé pour un usage civil à l'aérodrome de Ford dans le Sussex entre 1933 et 1934. Délivré avec l'enregistrement civil G-ACOJ mais le projet a été abandonné.

## Pays opérateurs
Royaume-Uni
- Fleet Air Arm

## Spécifications
Données de l'aéronavale britannique deans le Wixey, pp.159–160.
Caractéristiques générales
- Equipage : 2
- Longueur : 6,86 m
- Envergure : 8,66 m
- Hauteur : 2,72 m
- Surface alaire : 16,2 m2
- Poids à vide :590 kg
- Poids maximum au décollage : 885 kg
- Motorisation : 1 × moteur Armstrong Siddeley Mongoose IIIC 5 cylindres à piston radial refroidi par air, 135 ch (101 kW)
- Propulseur: hélice bipale à pas fixe

Performance
- Vitesse maximale : 182 km/h (98 nœuds)
- Plafond de service : 11 300 pieds (3 400 m)
- Vitesse ascensionnelle : 600 pieds/min (3.0 m/s)

### Source
- (en) Cet article est partiellement ou en totalité issu de l’article de Wikipédia en anglais intitulé « Parnall Peto » (voir la liste des auteurs).